# Melica picta
La melica macchiata (Melica picta K.Koch, 1848) è una pianta angiosperma monocotiledone appartenente alla famiglia delle Poacee (o Gramineae, nom. cons.).

## Etimologia
Il nome generico (Melica) fa riferimento alla parola miele ossia erba del miele, nome assegnato dal botanico, medico e anatomista italiano Andrea Cesalpino (Arezzo, 6 giugno 1519 – Roma, 23 febbraio 1603) ad una specie di sorgo. Tale nome è stato dato probabilmente per la dolcezza del gambo di alcune specie di questo genere. L'epiteto specifico (picta) significa piegato, pieghettato.
Il nome scientifico della specie è stato definito dal botanico tedesco Karl Heinrich Emil Koch (Ettersberg, 6 giugno 1809 – Berlino, 25 maggio 1879) nella pubblicazione Linnaea; Ein Journal für die Botanik in ihrem ganzen Umfange. Berlin (Linnaea 21(4): 395. 1848) del 1848.

## Descrizione

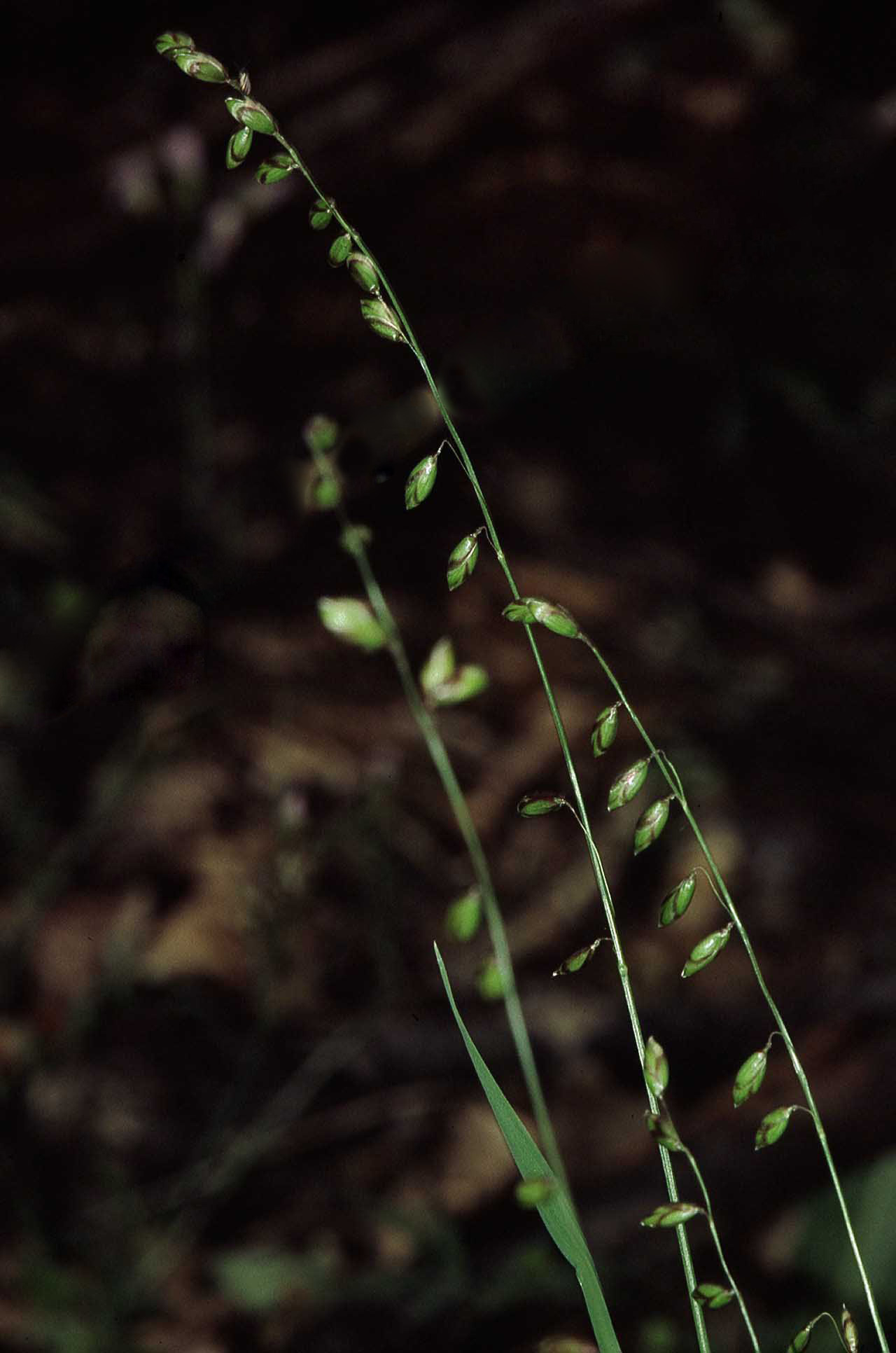
Il portamento

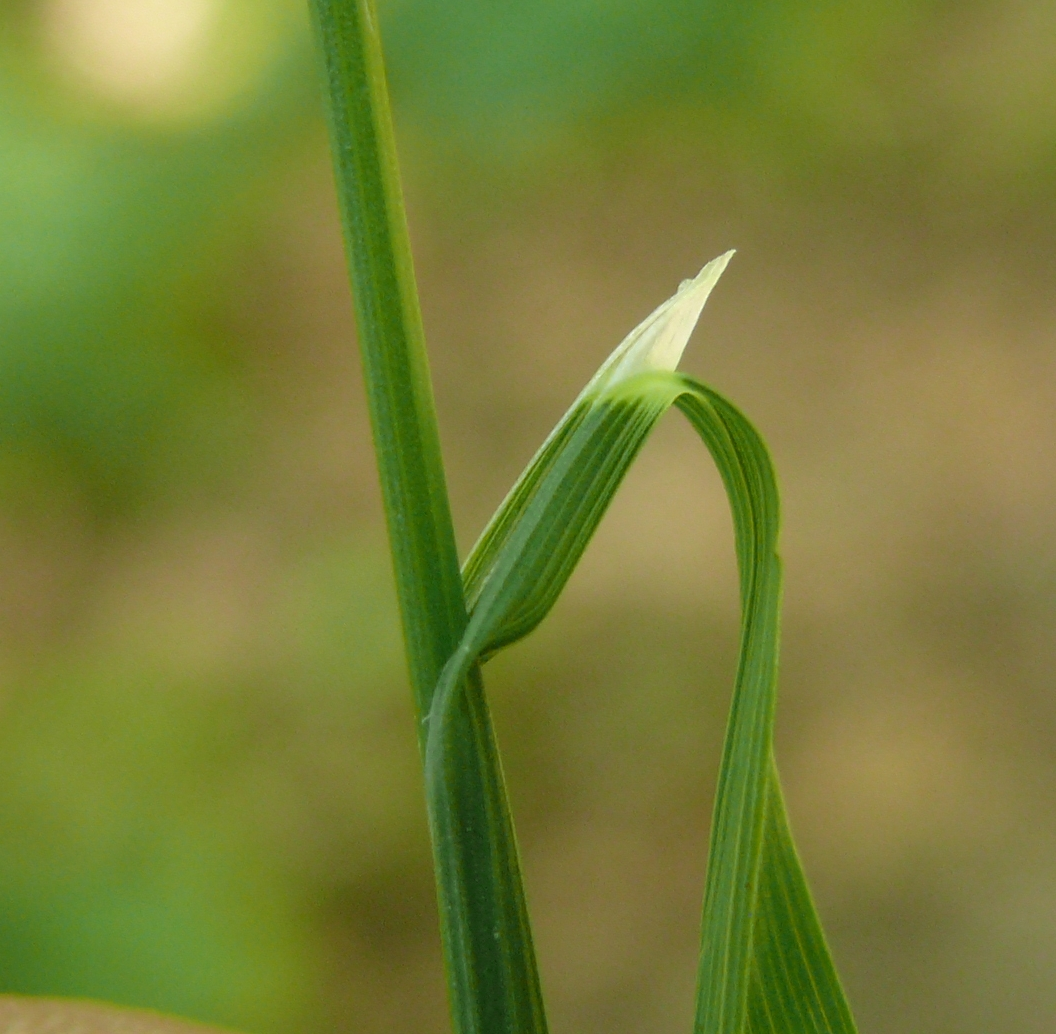
Le foglie

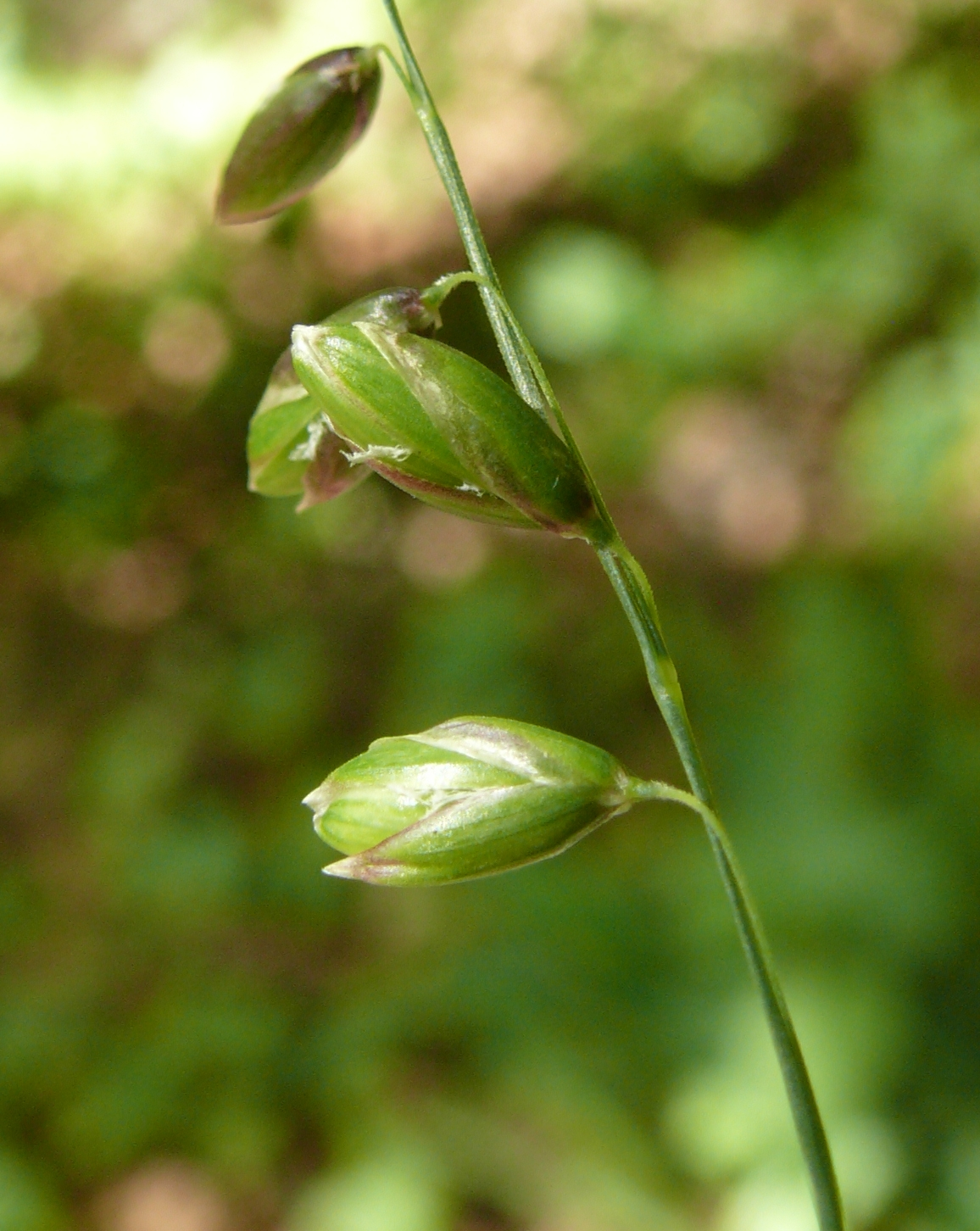
Le spighette

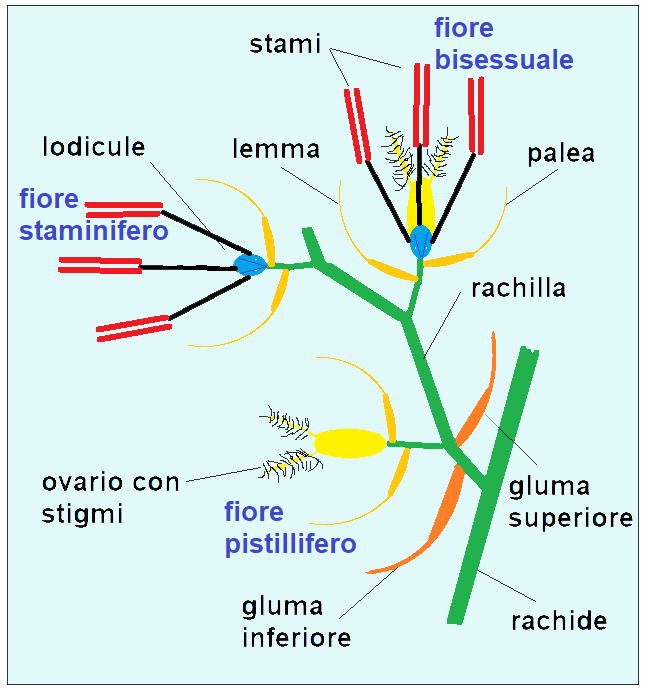
Spighetta generica con tre fiori diversi

Queste piante arrivano ad una altezza di 4 - 8 dm (diametro del culmo: 1 - 2 mm). La forma biologica è emicriptofita cespitosa (H caesp), sono piante erbacee, bienni o perenni, con gemme svernanti al livello del suolo e protette dalla lettiera o dalla neve e presentano ciuffi fitti di foglie che si dipartono dal suolo.

### Radici
Le radici sono secondarie (avventizie) da un rizoma sottile, orizzontale e sotterraneo.

### Fusto
La parte aerea del fusto (culmo) è eretta o ginocchiata.

### Foglie
Le foglie lungo il culmo sono disposte in modo alterno, sono distiche e si originano dai vari nodi. Sono composte da una guaina, una ligula e una lamina. Le venature sono parallelinervie (quelle trasversali sono presenti ma deboli). Non sono presenti i pseudopiccioli e, nell'epidermide delle foglia, le papille.
- Guaina: la guaina è abbracciante il fusto (è tubolare per gran parte della lunghezza) e priva di auricole; il bordo è alato e carenato; la superficie è glabra.
- Ligula: la ligula è membranosa e acuta. Dimensione della ligula: 1 - 2,5 mm.
- Lamina: la lamina, piana, ha delle forme lineari-pendule, con superficie e margini scabrosi. Dimensione della lamina: larghezza 2 - 5 mm; lunghezza 8 - 16 cm.

### Infiorescenza
Infiorescenza principale (sinfiorescenza o semplicemente spiga): le infiorescenze, ascellari e terminali, sono poco ramificate e formate da 10 o più spighette pendenti ed hanno la forma di una pannocchia aperta ma lineare. La fillotassi dell'inflorescenza inizialmente è a due livelli, anche se le successive ramificazioni la fa apparire a spirale. Lunghezza della pannocchia: 6 - 12 cm. 

### Spighetta
Infiorescenza secondaria (o spighetta): le spighette, peduncolate con forme obovate e sottese da due brattee distiche e strettamente sovrapposte chiamate glume (inferiore e superiore), sono formate da due fiori fertili colorati di verde. È presente anche un fiore sterile (clavato); in questo caso è in posizione distale rispetto a quelli fertili. Alla base di ogni fiore sono presenti due brattee: la palea e il lemma. La disarticolazione avviene con la rottura della rachilla sopra le glume persistenti (ma non tra i fiori). Lunghezza delle spighette: 8 - 10 mm.
- Glume: le glume, con forme ellittiche e margini membranosi, sono scabre a talvolta sparsamente pubescenti; sono colorate di purpureo; la superficie è percorsa da 5 venature longitudinali. Lunghezza delle due glume: 7 mm.
- Plaea: la palea è un profillo con due venature e apici cigliati.
- Lemma: i lemmi dei fiori fertili sono glabri ed hanno delle forme ellittiche; la superficie è percorsa da 3 venature longitudinali.

### Fiore
I fiori fertili sono attinomorfi formati da 3 verticilli: perianzio ridotto, androceo e gineceo.
- Formula fiorale:

- , P 2, A (1-)3(-6), G (2–3) supero, cariosside.

- Il perianzio è ridotto e formato da due lodicule, delle squame traslucide, poco visibili (forse relitto di un verticillo di 3 sepali). Le lodicule sono membranose e non vascolarizzate.

- L'androceo è composto da 3 stami ognuno con un breve filamento libero, una antera sagittata e due teche. Le antere sono basifisse con deiscenza laterale. Il polline è monoporato. Lunghezza delle antere: 1 - 1,5 mm.

- Il gineceo è composto da 3-(2) carpelli connati formanti un ovario supero. L'ovario, glabro, ha un solo loculo con un solo ovulo subapicale (o quasi basale). L'ovulo è anfitropo e semianatropo e tenuinucellato o crassinucellato. Lo stilo, breve, è unico con due stigmi papillosi e distinti.

- Fioritura: da maggio a giugno.

### Frutti
I frutti sono del tipo cariosside, ossia sono dei piccoli chicchi indeiscenti, con forme ovoidali, nei quali il pericarpo è formato da una sottile parete che circonda il singolo seme. In particolare il pericarpo è fuso al seme ed è aderente. L'endocarpo non è indurito e l'ilo è lungo e lineare. L'embrione è piccolo e provvisto di epiblasto ha un solo cotiledone altamente modificato (scutello senza fessura) in posizione laterale. I margini embrionali della foglia non si sovrappongono.

## Biologia
Come gran parte delle Poaceae, questa specie si riproduce per impollinazione anemogama. Gli stigmi più o meno piumosi sono una caratteristica importante per catturare meglio il polline aereo. 
La dispersione dei semi avviene inizialmente a opera del vento (dispersione anemocora) e una volta giunti a terra grazie all'azione di insetti come le formiche (mirmecoria).

## Distribuzione e habitat

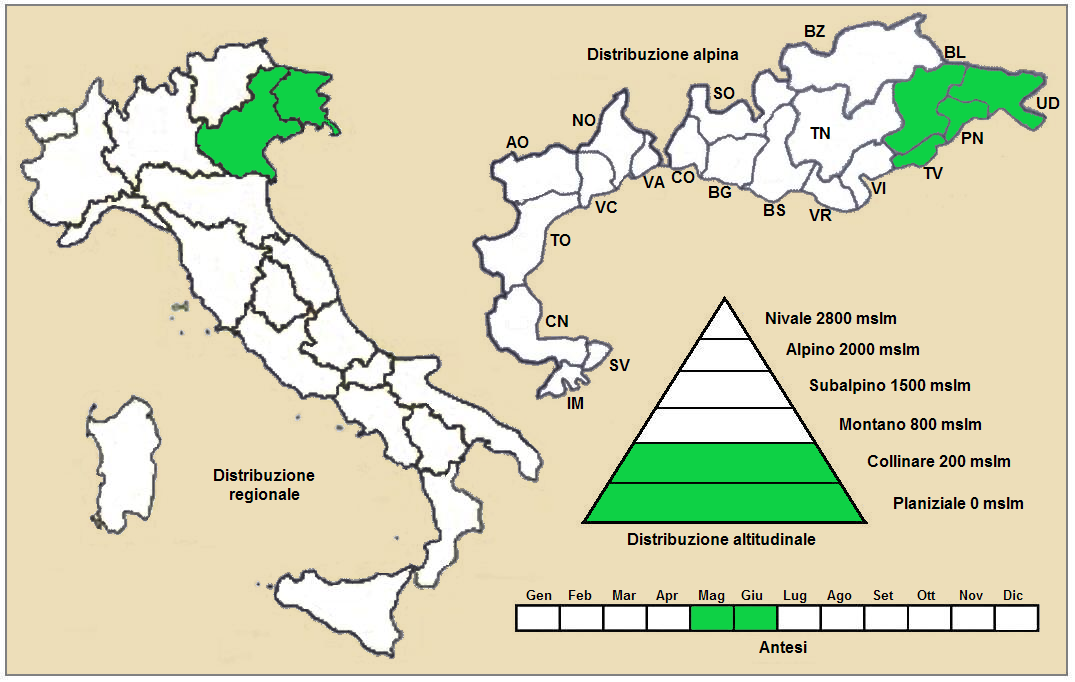
Distribuzione in Italia
(Distribuzione regionale -Distribuzione alpina)

- Geoelemento: il tipo corologico (area di origine) è Est Europeo / Caucasico.
- Distribuzione: in Italia è una specie comune al Nord-Est (Alpi comprese). Fuori dall'Italia, sempre nelle Alpi, questa specie si trova in Austria (Länder dell'Austria Inferiore). Sugli altri rilievi europei collegati alle Alpi si trova sui Monti Balcani e Carpazi.[15] Nel resto dell'Europa e dell'areale del Mediterraneo questa specie si trova ovunque. Si trova anche nella Transcaucasia.[16]
- Habitat: gli habitat tipici per questa specie sono i margini erbacei dei boschi meso-termofili, gli arbusteti meso-termofili, ma anche i carpineti, querceti, betuleti e castagneti meso-termofili. Il substrato preferito è calcareo ma anche calcareo/siliceo con pH basico, bassi valori nutrizionali del terreno che deve essere secco.[15]
- Distribuzione altitudinale: sui rilievi alpini queste piante si possono trovare nel piano vegetazionali collinare.

### Fitosociologia
Dal punto di vista fitosociologico alpino Melica picta appartiene alla seguente comunità vegetale:
- Formazione: delle comunità forestali.

- Classe: Quercetea pubescentis.

- Ordine: Quercetalia pubescentis-sessiliflorae.

## Tassonomia
La famiglia delle Poacee comprende circa 800 generi e oltre 9.000 specie. È una delle famiglie più numerose e più importanti del gruppo delle monocotiledoni. La famiglia è suddivisa in 12 sottofamiglie, il genere Melica fa parte della sottofamiglia Pooideae, tribù Meliceae.

### Filogenesi
Il genere di questa specie (Melica) fa parte della supertribù Melicodae Soreng, 2017 (tribù Meliceae Link ex Endl., 1830). La supertribù Melicodae, dal punto di vista filogenetico, è la seconda supertribù, dopo la supertribù Nardodae Soreng, 2017, ad essersi evoluta nell'ambito della sottofamiglia Pooideae.
Per il genere di questa voce è descritta la seguente sinapomorfia: gli apici delle glume sono traslucidi.

### Specie simili
Due specie sono affini alla pianta di questa voce:
- Melica nutans L.: la ligula è quasi inesistente. Distribuzione: in Europa è comune ovunque e in Italia si trova soprattutto al Nord[14].[19]
- Melica altissima L.: la pianta è alta fino a 1 metro, la ligula ha delle forme cilindriche e la pannocchia è di tipo spiciforme. Distribuzione: Europa sud-orientale (in Italia è considerata esotica-naturalizzata[14])[19]